# Distretto di Lishu
Il distretto di Lishu (梨树区S, Líshù QūP) è un distretto della Cina, situato nella provincia di Heilongjiang e amministrato dalla prefettura di Jixi.